# Češi v Rusku

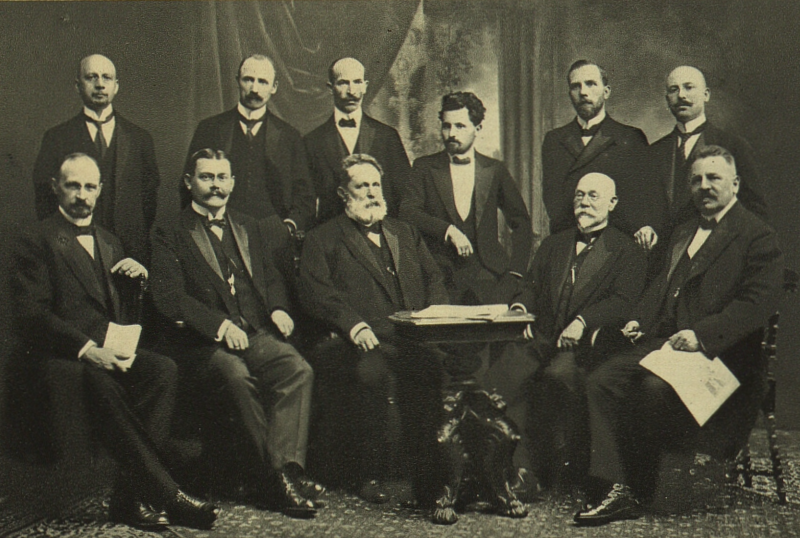
První sjezd delegátů českých a slovenských krajanských spolků na Rusi v Petrohradě, září 1914 (sedící zleva: Bohumil Čermák, ?, Otakar Červený, Jiří Klecanda, ?, ?, stojící zleva: ?, ?, Jozef Miloslav Országh, Louis Tuček, ?)

Češi jsou ve 21. století v Rusku nevelkou národnostní menšinou. Ještě v závěru éry Ruského impéria začátkem 20. století jich zde však žilo několik desítek tisíc. Jistá část z nich pak zemi opustili po vzniku Sovětského svazu. V době druhé světové války zde bylo zřízeno jedno z center československé exilové vlády, po komunistickém převratu v Československu pak přítomnost Čechů a Slováků zintenzivněla. To bylo opět vystřídáno poklesem jejich počtu po rozpadu SSSR a rovněž během ochlazování česko-ruských vztahů počátkem 21. století.

## Dějiny

### Středověk
V důsledku značné vzdálenosti mezi oběma zeměmi existovalo během středověku jen málo vazeb mezi Českým královstvím a ruskými knížectvími, posléze sdruženými v Moskevské velkoknížectví. Patrně první zaznamenanou osobou s českým původem je Mikuláš Popel, šlechtic, který jako diplomat římského císaře Fridricha III. Habsburského navštívil v letech 1486 a 1488 v Moskvě cara Ivana III., u kterého ruské zdroje zmiňují, že hovořil mj. také česky.

### Novověk
Rus pak v dalších letech navštívilo několik diplomatů českého původu, mj. Georg Tectander z Jablonného, který přes Moskvu cestoval jako člen poselstva rakouského císaře Rudolfa II. do Persie a zpět. Za vlády ruského cara Petra I. Velikého na přelomu 17. a 18. století, kdy ruský stát procházel rozsáhlou modernizací, se do země dostali první čeští hudebníci, které car Petr do země pozval po jeho návštěvě v Karlových Varech.
Počet tzv. bémáků, jak se zde českým muzikantům přezdívalo, se v 18. a 19. století dále násobil. Na dvoře carevny Kateřiny II. například působil český hudební skladatel Arnošt Vančura, který údajně na její libreto složil jednu ze svých oper. Český výrobce nástrojů Ondřej Sychra pak v Rusku vynalezl a vyráběl sedmistrunné kytary. Autorem prvního zpěvníku ruských lidových písní byl pak zde žijící Jan Bohumír Práč, narozený ve Slezsku. V 18., a později také v 19., století se v ruských a okolních zemích stali známými čeští kočovní hudebníci, kteří se svými kapelami cestovali z města k městu, mezi které patřil mj. právě J. B. Práč, A. Jedlička či J. Landvar. Českých hudebníků zde tehdy mohlo působit na několik tisíc. Existují též záznamy o obchodu s lidmi, kdy byli k odchodu do Ruska zjednáni mladí pubertální chlapci, zejména z východních Čech, které jiní muzikanti naučili hrát na nástroj, po příchodu na Rus však kromě hraní byli nuceni k páchání drobné kriminality.

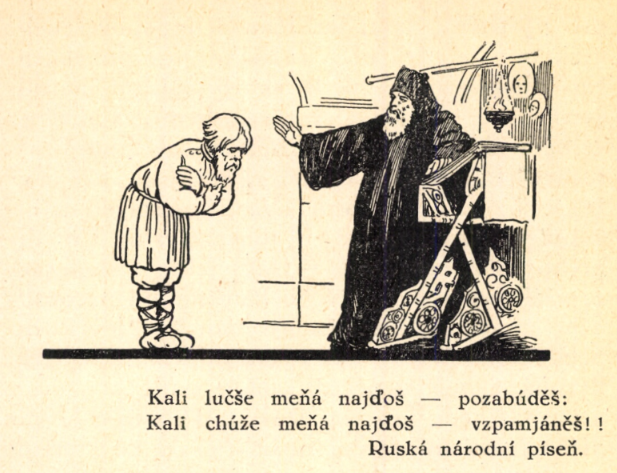
K. H. Borovský: Obrazy z Rus (Karel Vítek, vydáno nakladatelstvím L. Mazač, 1929)

Od roku 1836 v Rusku působila skupina českých inženýrů pod vedením Františka Antonína Gerstnera, která vypracovávala projekt první ruské dráhy z Petrohradu do Carského Sela a Pavlovska. Pro Gerstnera zde pracovalo celkem 13 Čechů, většinou absolventů pražské techniky, včetně posléze proslulého inženýra Jana Pernera. Okolo poloviny 19. století Rusko navštívila také část českých intelektuálů, kteří v atmosféře českého národního obrození spatřovali v rámci myšlenky panslavismu v Ruské říši politického zastánce slovanských národů střední a východní Evropy. Díky vlivu Jána Kollára a dalších přátel sem roku 1844 přijel Karel Havlíček Borovský, který zde rok a půl působil jako vychovatel u významného profesora. Po návratu do Čech svůj názor výrazně korigoval a byl nadále k panslavistickým myšlenkám skeptický, což mj. vyjádřil v díle Obrazy z Rus.

### České osídlení v Rusku
Ve 2. polovině 19. století pak dochází k velké imigrační vlně Čechů do zemí Ruského impéria, zejména pak po zrušení nevolnictví v Rusku roku 1861. Osadníky sem lákala mj. levná půda či kulturní a jazyková spřízněnost prostředí. Většina českých osadníků se nicméně usazovala spíše v oblastech západní a střední Ukrajiny, zejména pak početná komunita na Volyni, Krymu, v menší míře pak v oblastech pozdějšího Běloruska. V polovině 60. let se českoameričtí novináři a panslavisté Jan Bárta Letovský, František Rostislav Mráček a Vojtěch Mašek začali zabývat nabídkou ruského hraběte Malinovského na osídlení jisté části povodí Amuru na Sibiři českými kolonisty. Všichni tři se do Ruska vypravili, dotyčná místa navštívili a v Petrohradu jednali o možnostech organizace kolonizace. Celý projekt byl však zmařen vypuknutím revoluce polského lidu za větší nezávislost na Rusku, tzv. Lednové povstání, v letech 1863 až 1865, podporované též českými dobrovolníky, která od tohoto plánu ruské autority odradila. Mráček zde jako jediný z trojice zůstal, usadil se v Oděse a strávil zde zbytek života.
Výrazným průkopníkem českého osídlení v Rusku byl pak Bedřich Heyduk, agronom, hospodářský správce a mj. starší bratr básníka Adolfa Heyduka. Ten roku 1864 odjel s rodinou v doprovodu hraběte de Carièra do Charkovské gubernie, aby jako správce pečoval o jeho velkostatek. Roku 1868 potom přijel do podhůří Kavkazu při Černém moři, kde se stal správcem statků velkoknížete Michaila Nikolajeviče na původních územích etnické skupiny Čerkesů. Usadil se zde a na přidělené půdě založil vlastní vzorové hospodářství, chutor Gajduk v okolí Abrau-Drjuso, klimaticky ideální oblasti pro pěstování vinné révy, s rozsáhlými polnostmi a vinicí. Její sazenice dovezl roku 1871 z Německa. Do Černomoří za ním následně přijel i švagr Josef Kučera. Ten v okolí Novorossijska následně objevil zásoby kvalitního vápence vhodného k výrobě cementu a vybudoval zde prosperující cementárnu.
S podporou správce oblasti, generála D. V. Pilenka, začal v oblasti Černomořského okruhu v okolí Novorossijska organizovat zakládání osad českými kolonisty. Krajané se sem stěhovali především z jižních Čech a z podhůří Orlických hor. Následně v oblasti vznikly převážně Čechy osídlené obce Glebovka, Kyrilovka, Vladimirovka, Metodějovka a další. Heyduk pak v roce 1885 přijal nabídku na místo hospodářského správce v Přiamurském kraji a odcestoval lodí do Vladivostoku, odkud následně zamířil hlouběji na Sibiř. Zde pak mj. plánoval další rozsáhlejší osílení kolonisty z Ukrajiny, podporoval pěstování tabáku, pozvedl úroveň zdejšího sadařství, neúspěšné se pak pokoušel i vysadit zde vinnou révu. Vytrvale hájil myšlenku vybudování Transsibiřské magistrály a hovořil též o využití splavnosti zdejších řek. Roku 1888 byl jmenován státním hospodářským poradcem v oblasti východní Sibiře. Zemřel roku 1890 na lodi do Vladivostoku při návratu z cesty na ostrov Sachalin.
Zejména ve větších ruských městech se pak usazovaly menší české komunity, především z řad řemeslníků a intelektuálů. V Moskvě např. působili František Špidlen (1867–1916), známý houslař a jeho potomci, sochař Vlastimil Amort, v Petrohradě měly své filiálky mj. české firmy Laurin & Klement a další.

### První světová válka

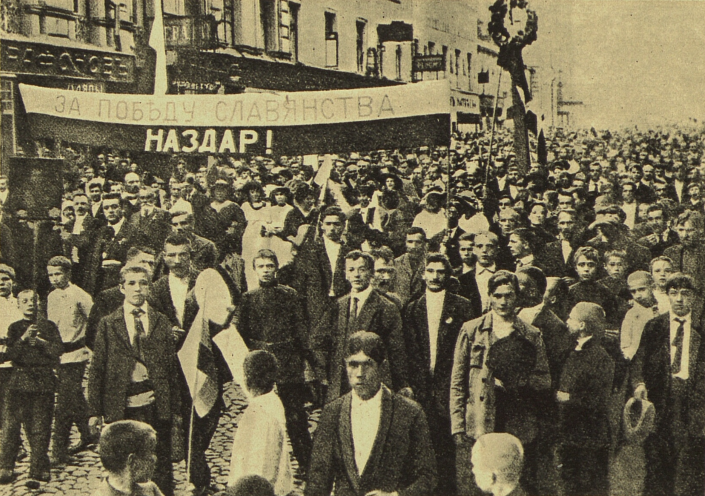
Protirakouská manifestace Čechoslováků v Tverské ulici v Moskvě, srpen 1914

S vypuknutím první světové války se pak ruští Češi ocitli ve složité situaci, protože většina z nich byla občany nepřátelského státu, Rakouska-Uherska. Již od prvních dnů války probíhaly v ruských a ukrajinských městech demonstrace českých a slovenských krajanů na znamení loajality k Rusku a Srbsku, 3. srpna 1914 byl pak navržen projekt převodu příslušníků české komunity k ruskému občanství. 6. srpna došlo v Petrohradě ke vzniku Komitétu pro pomoc obětem války, jehož předsedou byl zvolen obchodník Bohumil Čermák. Spolek zaměřený primárně na pomoc rakousko-uherské armády v ruském zajetí začal zároveň provádět přípravy na formování jednotek Čechů a Slováků bojujících za vznik vlastního národního státu, zprocesoval také memorandum českých krajanů ruské vládě z druhé poloviny srpna roku 1914. Následná koordinace s dalšími krajanskými centry zajistila vznik České družiny, dobrovolnického praporu českých a slovenských vojáků v ruské armádě, formovaného v Kyjevě.

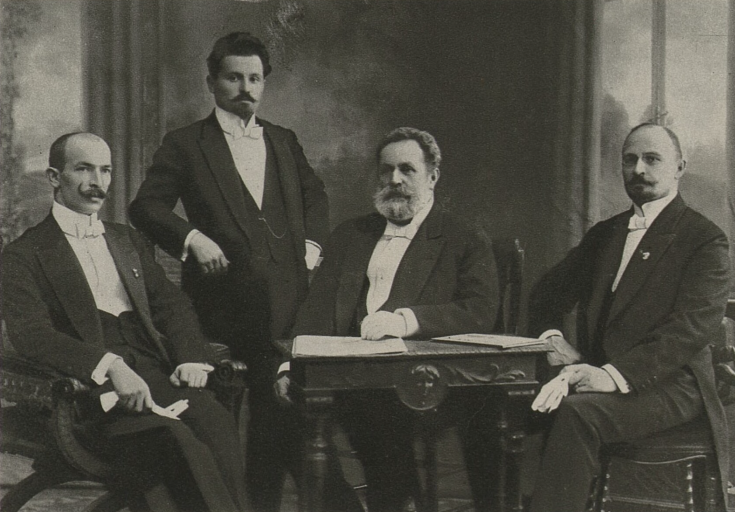
Čs. deputace přijatá carem Mikulášem II. v Carském Selu 17. září 1914 (zleva: Jozef Miloslav Országh, Jiří Klecanda, Otakar Červený, Svatopluk Koníček-Horský)

Roku 1915 byl pak vytvořen Svaz československých spolků na Rusi mající za cíl sjednotit české a slovenské krajany v Rusku v podpoře aktivit exilové skupiny Tomáše Garrigue Masaryka, Edvarda Beneše a Milana Rastislava Štefánika zasazujících se o vznik samostatného Československa. Organizace vedená B. Čermákem koordinovala krajanská centra v Petrohradě, Moskvě, Varšavě a Kyjevě, zároveň začala vydávat vlastní časopis Čechoslovák, jehož byl Čermák vydavatelem a redaktorem, v listu působil mj. též novinář a pozdější diplomat Bohdan Pavlů a historik Jiří Klecanda. Časopis publikoval také texty a jazykové příručky určené Čechům a Slovákům v ruském zajetí. Jeho tvůrci byli stoupenci tzv. petrohradského ideového směru, který odmítal panslavistické myšlenky a nechtěl se s podporou při vzniku státu opírat o politicky nestabilní carské Rusko, které se s pokračující válkou navíc začínalo hospodářsky hroutit. V tomto ohledu se rozcházel s pojetím Josefa Düricha, poslance Říšské rady a jedné z ústředních postav československé komunity v Kyjevě.
Roku 1915 byl pak Masarykem, Benešem a Štefánikem pro koordinaci krajanských center ustanoven Český komitét zahraniční. Z něj se následně utvořila Československá národní rada, jejímž místopředsedou se roku 1916 stal Josef Dürich. Dürich se v dubnu 1916 stal též předsedou Svazu československých spolků na Rusi a hlavní aktivity spolku se přesunuly do Kyjeva. Po jednání s carem Mikulášem II. pak došlo ke zřízení československých legií. Do jednotek bojujících s ruskou armádou proti ozbrojeným silám Trojspolku se následně přihlásilo více než 40 tisíc dobrovolníků, ve velké většině českých a slovenských válečných zajatců rakousko-uherské armády, stejně jako menšího počtu v Rusku žijících Čechů. Tyto jednotky se následně zapojily do bojů na východní válečné frontě, mj. v bitvách u Zborova či u Bachmače.
Po komplikovaných okolnostech přerušení spolupráce Masarykovy skupiny s Dürichem se Čermák a petrohradské ústředí stalo nejpodstatnější postavou československých osamostatňovacích snah v Rusku. Úzce spolupracovalo s Masarykem, který se do Petrohradu po únorové revoluci 1917 přesunul a zůstal zde až do podzimu téhož roku. V listopadu 1917 proběhl v Ruském impériu socialistický převrat, vládu nad zemí přebrala komunistická vláda v Moskvě a byl vytvořen Sovětský svaz (SSSR). V březnu 1918 se do Moskvy vydali zástupci Československé národní rady, aby po uzavření separátního míru v Brestu-Litevském jednali se sovětskou vládou o odchodu příslušníků čs. legií z Ruska do Francie. Jednání však selhala a v květnu 1918 byl Bohumil Čermák a Prokop Maxa zatčeni a uvězněni v moskevských věznicích Taganka, posléze Butyrka. Vojska československých legií tak byla pro návrat do vlasti podstoupit tzv. Sibiřskou anabázi a vrátit se do posléze vzniknuvšího Československa přes Vladivostok a následně mořskou cestou kolem Asie do Evropy. Při svém sibiřském ústupu byla nucena obsadit oblast Transsibiřské magistrály a zapojit se tak do bojů v Rusku vypuknuvší občanské války, svedli zde mj. bitvy u Bezenčuku, u Buzuluku, o Samaru či bitvu na Bajkalském jezeře.

### Sovětský svaz

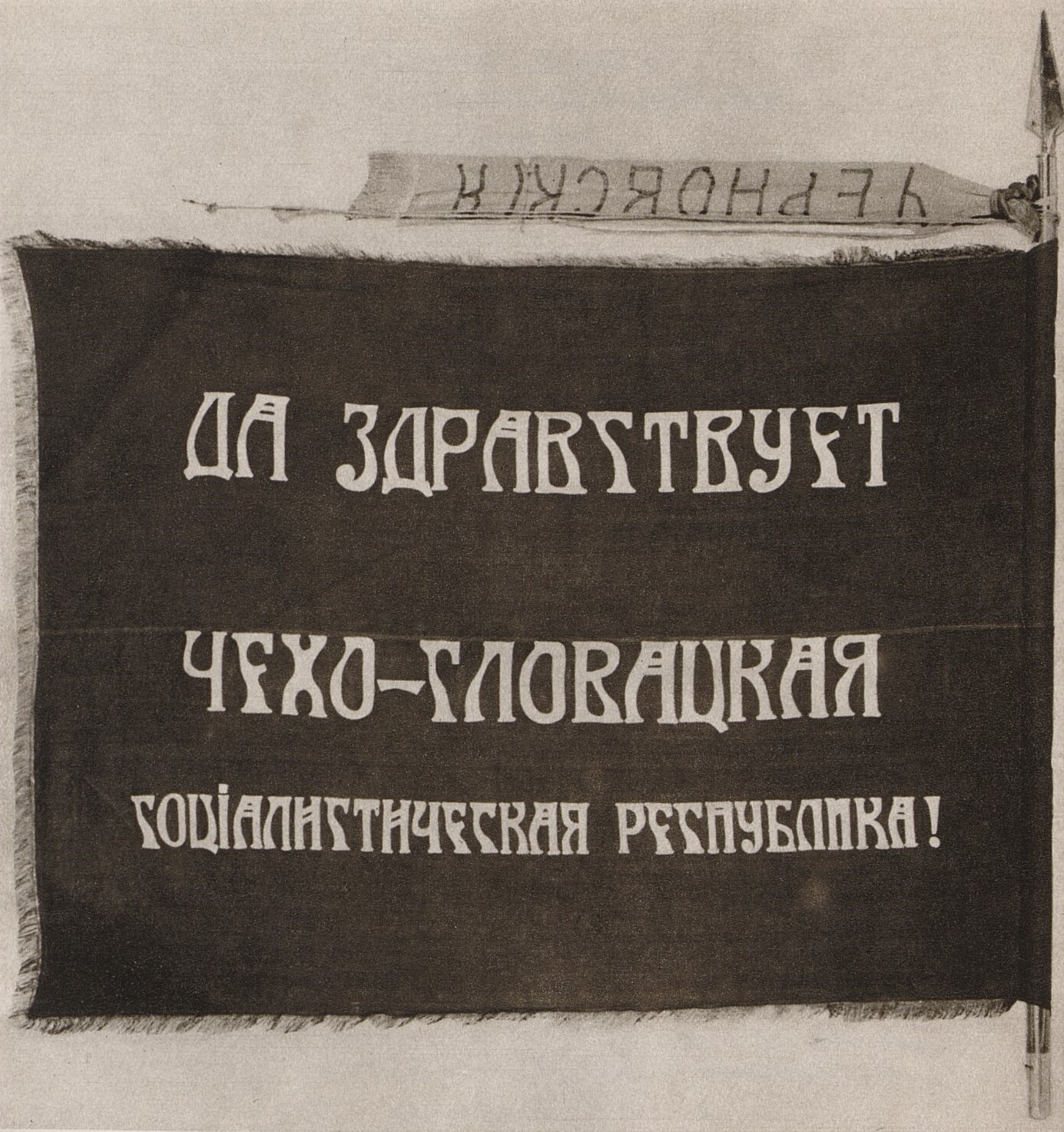
Zástava 1. československého revolučního pluku

Se vznikem SSSR odešla po vzniku Československa do staré vlasti řada ruských Čechů, zejména obyvatel větších měst nesympatizujících se sovětským režimem, mj. též majitelů podniků, které byly v novém zřízení znárodněny. Komunistický režim nalezl však od svého počátku mezi zdejšími Čechy a Slováky, především v sociálně a politicky pestře smíšených jednotách československých legií. Po začátku bojů byl mj. v Penze roku 1918 zformován 1. československý revoluční pluk pod velením Jaroslava Štrombacha, největší čs. bolševická jednotka (cca 700 mužů), který se záhy zapojil do bojů občanské války po boku Rudé armády. Nezřídka se pak jeho členové dostávali do střetů se svými krajany v legiích, kde byli mezitím v nepřítomnosti odsouzeni za zradu. Členem této jednotky byl mj. pozdější generál Československé lidové armády Čeněk Hruška, na straně bolševiků v Rusku bojoval též spisovatel Jaroslav Hašek.
Při sčítání lidu v SSSR žilo na území samotného Ruska 9 925 Čechů a Slováků. Zemi pak ve 20. a 30. letech 20. století navštěvovali především levicově smýšlející československé osobnosti a členové a členky KSČ, mj. Julius Fučík či Klement Gottwald. V období Stalinova tzv. Velkého teroru byly desítky osob českého původu perzekvovány, vězněny ve věznicích nebo gulazích či dokonce popraveny kvůli vykonstruovaným obviněním ze špionáže pro Československo. Jednou z obětí těchto čistek se mj. stal Jaroslav Štrombach, toho času důstojník Rudé armády.
Po podpisu Mnichovské dohody a zákazu KSČ emigrovala část vůdčích osobností KSČ, včetně Klementa Gottwalda, Rudolfa Slánského a dalších, v listopadu 1938 do Sovětského svazu, kde pak od vypuknutí druhé světové války až do roku 1941 zastávala politiku odpovídající sovětsko-německému paktu ze srpna roku 1939. Po napadení Sovětského svazu v roce 1941 byla roku 1942 vytvořena první čs. jednotka v Rudé armádě, roku 1944 pak došlo zformováním 1. československého armádního sboru pod velením gen. Ludvíka Svobody, složeného z volyňských Čechů a zdejších emigrantů z ČSR.
Po únorovém puči v ČSR roku 1948 a nastolení komunistického režimu v Československu došlo k upevnění politických vazeb mezi oběma totalitními zeměmi. Mezi lety 1948 až 1989 zde českoslovenští občané pracovali či studovali, vč. prominentního politického Státního institutu mezinárodních vztahů v Moskvě, v průběhu desetiletí však průběžně klesal počet osob českého původu v ruské SSR, který pokračoval i po vzniku Ruské federace.

### Po roce 1991
S vyhlášením Ruské federace a období politické svobody si české komunity v různých regionech začaly vytvářet vlastní spolky. Roku 1995 vznikla v Moskvě Společnost bratří Čapků, jejíž pobočka byla posléze zřízena také při českém Generálním konzulátu v Sankt-Petěrburgu. V podkavkazském Novorossíjsku vznikl díky potomkům českých osadníků z 2. poloviny 19. století roku 2000 spolek Nazdar, posléze přejmenovaný na Gajduk a roku 2006 spolek Mateřídouška v Novorossijsku-Kirillovce. Ve městě Čita na Sibiři vznikl roku 2002 spolek Nězabudka založený potomky čs. legionářů.
Při sčítání lidu v Rusku v roce 2002 bylo zaevidováno 2094 zde žijících Čechů a 568 Slováků.

## Osobnosti
- Arnošt Vančura (1750?–1802?), hudební skladatel
- Jan Bohumír Práč (1750?– 1818?)
- Bedřich Heyduk (1832–1890), agronom a hospodář
- František Rostislav Mráček (1828–1896), novinář
- František Špidlen (1867–1916), houslař
- Vlastimil Amort (1875–1950), sochař, příslušník čs. legií